# Het dolfijnenkind
Het dolfijnenkind is het eerste kinderboek van Patrick Lagrou uit 1992. Het is het eerste deel van de succesvolle boekenreeks Dolfijnenkind waarvan meer dan 300.000 exemplaren verkocht zijn. De boeken zijn losjes gebaseerd op gebeurtenissen en personen in de Bahama's. 

## Verhaal
Marijn bezoekt met zijn school een dolfinarium. Daar gebeurt iets heel vreemds; zonder na te denken duikt hij het water in en zwemt hij met de dolfijnen, alsof hij nooit anders gedaan heeft. Zijn moeder beseft dat het hoog tijd wordt om Marijn een aantal pijnlijke zaken uit het verleden te vertellen, die dit vreemde gedrag verklaren. Een tijdje later vertrekken ze naar de Bahama's, waar Marijn is geboren en waar zijn vader op nogal mysterieuze wijze is verdwenen.

## Bekroning
Het boek kreeg in 1994 de eerste prijs in de categorie 12-14 jaar van de Kinder- en Jeugdjury Vlaanderen.